# 乔达
乔达（Joda），是印度奥里萨邦Kendujhar县的一个城镇。总人口38671（2001年）。

## 人口
该地2001年总人口38671人，其中男性20081人，女性18590人；0—6岁人口6125人，其中男3106人，女3019人；识字率53.96%，其中男性为63.82%，女性为43.31%。